# Prințesa Frederica Wilhelmina a Prusiei
Prințesa Frederica Wilhelmina Louise Amalia a Prusiei (30 septembrie 1796 - 1 ianuarie 1850) a fost fiica Prințului Louis Carol al Prusiei și a Prințesei Frederica de Mecklenburg-Strelitz. A fost membră a Casei de Hohenzollern. Prin căsătoria cu Leopold al IV-lea, Duce de Anhalt-Dessau, a devenit Ducesă de Anhalt-Dessau. 

## Biografie

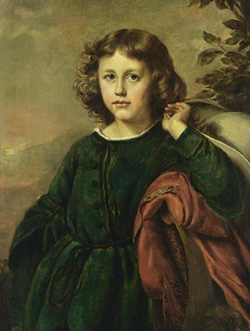
Prințesa Frederica Wilhelmina a Prusiei

Frederica a fost cel mai mic copil și singura fiică a Prințului Louis Carol al Prusiei și a soției acestuia, Frederica de Mecklenburg-Strelitz. Tatăl ei era fiul cel mic al regelui Frederic Wilhelm al II-lea al Prusiei și fratele viitorului rege Frederic Wilhelm al III-lea. Prin a doua căsătorie a mamei sale, Frederica a fost sora vitregă a regelui George al V-lea de Hanovra. 

### Căsătorie și copii
La Berlin, la 18 aprilie 1818, Frederica s-a căsătorit cu Leopold al IV-lea, Duce de Anhalt (n. Dessau, 1 octombrie 1794 – d. Dessau, 22 mai 1871), fiul Prințului Ereditar Frederic de Anhalt-Dessau și al Amaliei de Hesse-Homburg.
Cuplul era logodit din 17 mai 1816, negocierile fiind aranjate de curtea prusacă. Acestă conexiune dinastică a fost expresia politicii pro-prusace a lui Leopold. Frederica Wilhelmina și Leopold au avut șase copii:
- Prințesa Frederica Amalie Auguste (28 noiembrie 1819 - 11 decembrie 1822)
- Prințesa Frederica Amalie Agnes (24 iunie 1824 - 23 octombrie 1897); s-a căsătorit la 28 aprilie 1853 cu Ernst I, Duce de Saxa-Altenburg.
- un fiu (n./d. 3 august 1825)
- un fiu (n./d. 3 noiembrie 1827)
- Frederic I, Duce de Anhalt (29 aprilie 1831 - 24 ianuarie 1904); s-a căsătorit la 22 aprilie 1854 cu Prințesa Antoinette de Saxa-Altenburg.
- Prințesa Maria Anna (14 septembrie 1837 - 12 mai 1906);  s-a căsătorit la 29 noiembrie 1854 cu Prințul Frederic Karl al Prusiei.

Frederica a murit la 1 ianuarie 1850 la Dessau, la vârsta de 53 de ani.  Leopold îi va supraviețui 21 de ani.